# Abdullahi Adamu
Abdullahi Adamu né le 23 juillet 1946 à Keffi, dans l'État de Nasarawa au Nigéria, est un homme politique nigérian qui a été gouverneur (en) de l'État de Nasarawa au Nigéria du 29 mai 1999 au 29 mai 2007.
Il est membre et, de 2022 à 2023, président du parti au pouvoir Congrès des progressistes (APC),.

## Biographie
Abdullahi Adamu est né à Keffi, dans l'État de Nasarawa, le 23 juillet 1946. Il a fréquenté l'école secondaire gouvernementale de Makurdi de 1960 à 1962, le collège technique gouvernemental de Bukuru (en) de 1962 en 1965 et l'école polytechnique de Kaduna (en) de 1965 à 1968. Il est retourné à Kaduna Polytechnic pour un diplôme national supérieur en juin 1971.
Adamu a commencé à travailler en 1967 avec l'Electricity Corporation of Nigeria. En 1971, il rejoint la Northern Nigeria Development Corporation (NNDC) Kaduna puis en 1973, il rejoint AEK, une société de conseil, où il était chef de projet pour la construction de l'hôtel Durbar et de la place Murtala Mohammed, Kaduna. En octobre 1975, il a été nommé secrétaire exécutif de la Benue-Plateau Construction Company par le gouvernement de l'État de Benue-Plateau. De février 1980 à septembre 1983, il a été président de la Benue Cement Company, Gboko.
En 1987, il s'inscrit au programme d'études à temps partiel de l'Université de Jos, obtenant un LLB (Hons) en 1992. Il s'est inscrit à la école de droit nigériane (en) de Lagos où il a obtenu son BL et a été admis au barreau en tant que notaire et avocat à la Cour suprême du Nigéria en décembre 1993.

## Début de carrière politique
Adamu est entré en politique en 1977 et a été élu à l'Assemblée constituante, qui a rédigé la constitution de l'éphémère deuxième république du Nigéria de 1979 en 1983. Il a été un membre pionnier du Parti national du Nigéria (NPN), le premier secrétaire général du NPN dans l'État du Plateau à partir de décembre 1978, et président du NPN dans le Plateau de 1982 à 1983, lorsque le régime militaire a repris. En 1994, il a été nommé à la conférence constitutionnelle nationale par l'administration du général Sani Abacha. En mars 1995, Adamu a été nommé ministre d'État du ministère des Travaux publics et du Logement, occupant ce poste jusqu'en novembre 1997. Lorsque l'interdiction d'activité politique a été levée en 1997, il a rejoint l'United Nigeria Congress Party (en) (UNCP). En 1998, Adamu est devenu membre fondateur du Parti démocratique populaire (PDP).

## Gouverneur de Nasarawa
Lors de l'élection du gouverneur de l'État de Nasarawa en 1999 (en), Abdullahi Adamu s'est présenté avec succès au poste de gouverneur sur la plate-forme PDP. Il a été réélu lors de l'élection du gouverneur de l'État de Nasarawa en 2003 (en).
En décembre 2003, Adamu a accueilli Elizabeth II du Royaume-Uni lors d'une visite à Karu, où elle a été divertie par des troupes culturelles. Adamu a promis de rendre Nasarawa célèbre avec les solides ressources naturelles minérales de l'État et les attractions touristiques telles que les cascades de Farin Ruwa wamba et les collines d'Eggon. Il a soutenu la construction de la centrale hydroélectrique de Farin Ruwa Falls, visitant la Corée du Sud en 2004 et attribuant plus tard le contrat d'ingénierie à la société sud-coréenne Yooshing Engineering. En septembre 2005, il a lancé le programme d'alimentation scolaire dans l'État de Nasarawa, qui vise à fournir un supplément nutritionnel enrichi aux enfants des écoles primaires.

## Carrière ultérieure
Après la fin de ses deux mandats de gouverneur, Adamu est devenu secrétaire du conseil d'administration du Parti démocratique populaire (PDP). En novembre 2009, un groupe de membres éminents du PDP a déclaré qu'ils soutiendraient sa candidature aux élections de 2011 pour la circonscription du Sénat de Nasarawa West,.
En février 2010, Adamu a été arrêté par la Commission des crimes économiques et financiers (EFCC) pour avoir prétendument détourné 100 millions de dollars de fonds publics destinés à des projets publics.
Adamu était le candidat du PDP pour le siège sénatorial de Nasarawa West lors des élections d'avril 2011. Dans une interview en février 2011, il a rejeté l'affaire EFCC, affirmant qu'elle était basée sur de simples allégations, et a déclaré que cela n'affecterait pas sa candidature. En l'occurrence, il a été élu avec 121 414 voix, tandis que son rival le plus proche, le général à la retraite Ahmed Abdullahi Aboki du Congrès pour le changement progressif (en) (CPC), a recueilli 93 050 voix.
En mars 2022, Abdullahi Adamu a été nommé président national du parti All Progressives Congress (APC), le parti au pouvoir et majoritaire au Nigeria.